# Reprezentacja Azerbejdżanu w hokeju na lodzie mężczyzn
Reprezentacja Azerbejdżanu w hokeju na lodzie mężczyzn — kadra Azerbejdżanu w hokeju na lodzie mężczyzn.

## Historia
Od 1992 roku jest członkiem IIHF.